# Estudios de Historia Moderna y Contemporánea de México
Estudios de Historia Moderna y Contemporánea de México es una revista mexicana especializada de historia de México y América Latina publicada cada seis meses por la Universidad Nacional Autónoma de México, en la cual se presentan reseñas y artículos.

## Historia
Surgió en una época en la que la profesionalización de la Historia permitió crear revistas de contenido especializado, como Filosofía y Letras y Estudios de Cultura Náhuatl.
Cuando Miguel León-Portilla tomó la dirección del Instituto de Historia (posteriormente Instituto de Investigaciones Históricas), se crearon las revistas Anales de Antropología, Estudios de Historia Novohispana y Estudios de Historia Moderna y Contemporánea en 1965 a cargo de José Valero Silva como editor.

## Temas
La revista publica artículos de temas sobre la historia de México y América Latina, tales como:
- Historiografía
- Historia política
- Historia Social
- Historia Cultural
- Documentos inéditos
- Biografías